# Diane Foster
Diane Foster   (Vancouver, 3 de març de 1928 - Oliver, 4 de gener de 1999) és una ex-atleta canadenca, especialista en curses de velocitat, que va competir durant la dècada de 1940.
El 1948 va prendre part en els Jocs Olímpics de Londres, on va disputar dues proves del programa d'atletisme. Va guanyar la medalla de bronze en la prova del 4x100 metres formant equip amb Viola Myers, Nancy MacKay i Patricia Jones, mentre en els 200 metres quedà eliminada en sèries.

## Millors marques
- 100 metres. 12,5" (1948)
- 200 metres. 25,5" (1948)[1][2]